# هوندا فريد
هوندا فريد (بالإنجليزية: Honda Freed)‏ هي أحد طرازات سيارات هوندا وتصدر منذ 30 مايو 2008. هذه السيارة كانت بديلاً لسيارة هوندا موبيليو. فريد تأتي كسيارة سبعة، ثمانية، أو خمسة راكبين. بدأ تصدير سيارات هوندا فريد قابلة للكراسي المتحركة (للمعاقين) في 20 يونيو 2008.
في سبتمبر 2009، أعلن أن في 2011 سيطلق سيارة هايبيرد [الإنجليزية] من هوندا فريد.

## معرض الصور

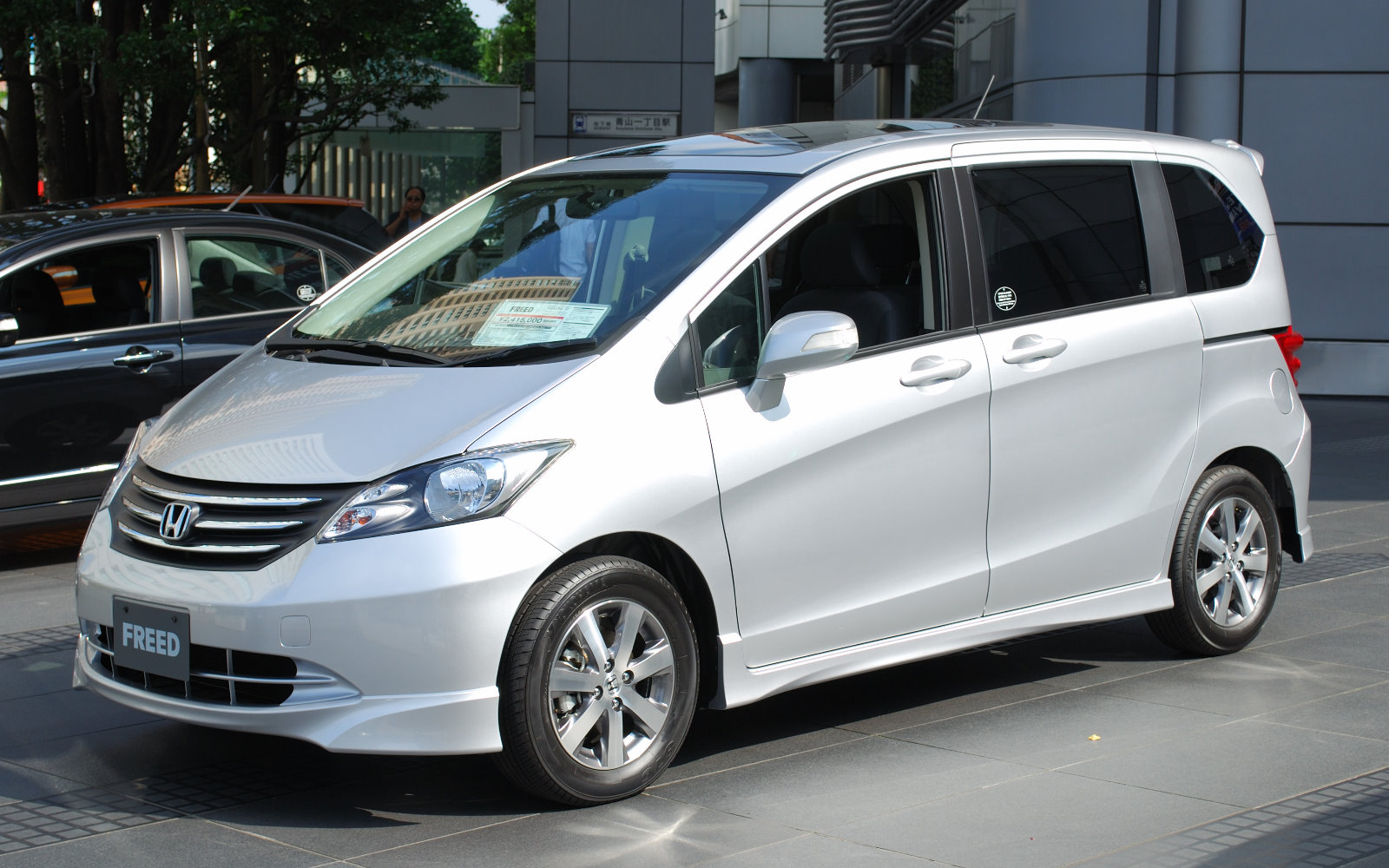
هوندا فريد 2008 من الأمام
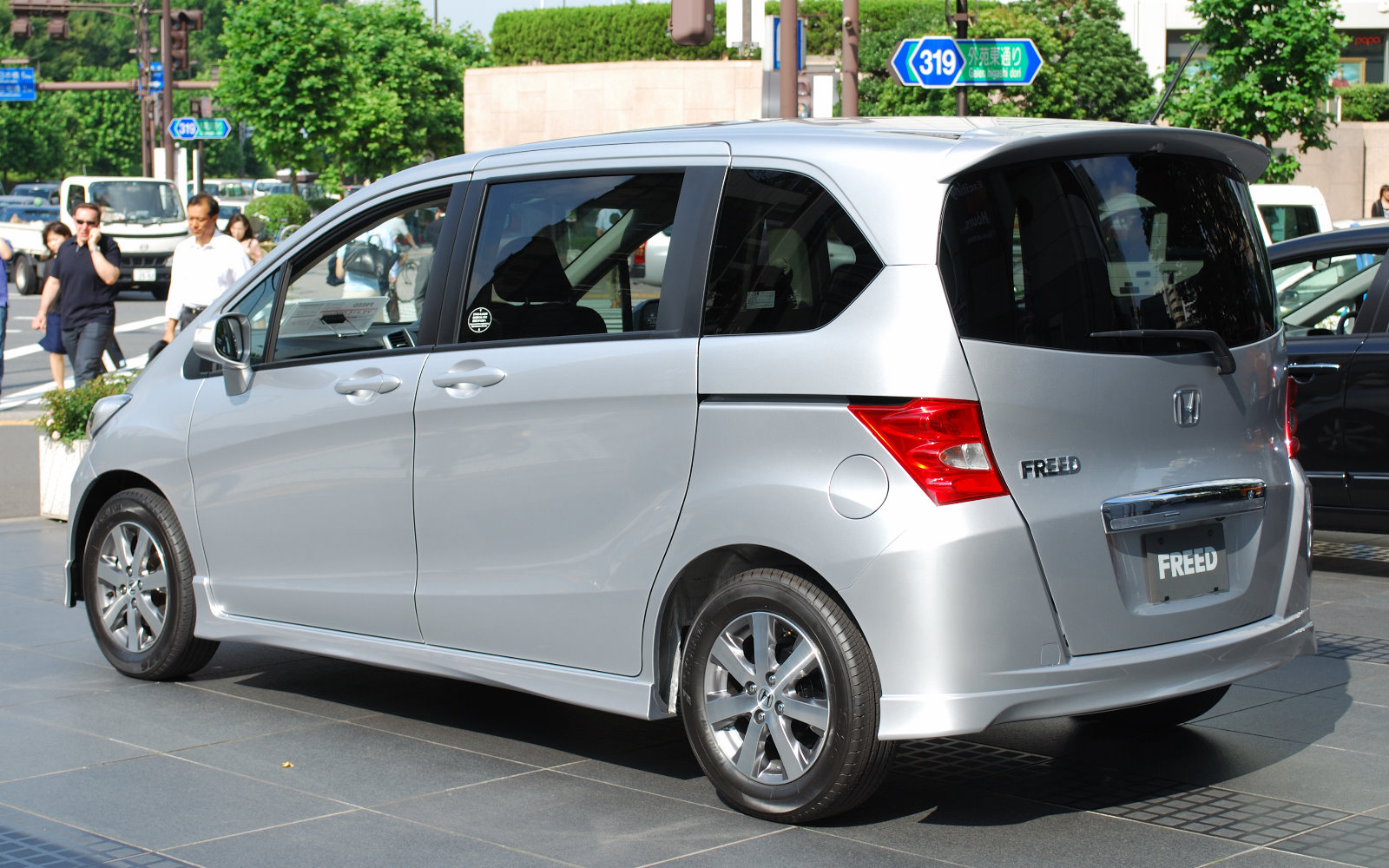
هوندا فريد 2008 من الخلف
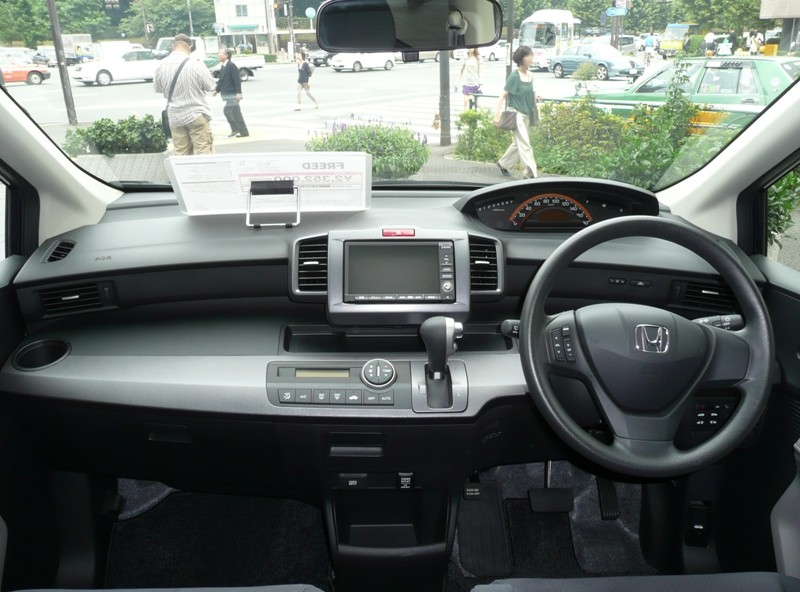
في داخل هوندا فريد 2008

## وصلات خارجية

### بالإنجليزية
- معلومات من موقع هوندا العالمي
- خبر إصدار «الهايبيرد» من هوندا فريد في موقع «إي جي إم كار تك»

### باليابانية
- معلومات من موقع هوندا الياباني